# Zabuš
Zabuš, (italijansko Monte Zabus)  2244 mnm in Curtissons (2240 mnm),  sta vrhova v  Montaževi skupini. Greben, ki se vleče izpod Montaža proti jugovzhodu je počasi se nižajoče sleme, ki sestavlja mogočno pregrado med dolinama Rekalnice in Dunje. V tej verigi sta dva vrhova: Zabuš in Curtissons. Greben s tema dvema vrhovoma slovi po najbolj prepadnih stenah v Zahodnih Julijcih. Posebno grozljiv je greben, ki se z vrha Cortissons (ime pomeni klavni noži) spušča proti severovzhodu, ter loči soteski Clapadorie in Rio Saline. Odlično ga poimenuje njegovo ime: Cresta delle Lancie (Greben mečev). Greben se z vrhom Clap Blanc (1662 mnm) zaključuje tik nad Dunjo.

## Dostop
Najlažji dostop na Zabuš je s planine Pecol. Pot do verige grebena je lahko prehodna, pašniki se vzpenjajo vse do vrha grebena, kjer se še pase živina. Toda pozor-le še korak naprej in stopili bi v pošastno brezno. Tura od koče Brazza po grebenu prek Cortissonov na Zabuš, je dolga od 2½ do 3 ure.